# Statenverkiezingen Curaçao 2021
Op 19 maart 2021 werden in Curaçao verkiezingen gehouden voor de Staten van Curaçao.

## Achtergrond
De verkiezingen werden gehouden als gevolg van de afloop van de zittingstermijn van de Staten van Curaçao die gekozen was bij de Statenverkiezingen van 2017. Het aantal kiesgerechtigden bedroeg 116.146; hiervan waren 53.605 man en 62.541 vrouw. Kiesgerechtigden moesten persoonlijk naar het stemlokaal komen. Stemmen in het buitenland, per post of per volmacht was wettelijk niet mogelijk. Internationale verkiezingswaarneming vond plaats door een delegatie van de Organisatie van Amerikaanse Staten.
De electorale procedure was in handen van de Electorale Raad (voorheen Hoofdstembureau), een zelfstandig en onpartijdig orgaan sedert de bekrachtiging van de Landsverordening Electorale Raad in 2020. In het kader van de gezondheidsprotocollen en de hygiënemaatregelen vanwege de coronacrisis was het verkiezingsprogramma aangepast en het budget verhoogd van 2 naar 3 miljoen gulden. Het aantal stemlokalen werd met tien uitgebreid tot 116, elk uitgerust met twee stemhokjes.
Op 7 maart 2021 werd Almeir Godett, de vierde op de lijst van Trabou pa Kòrsou, doodgeschoten na een uit de hand gelopen familieruzie. Aangezien de kandidatenlijst niet meer kon worden aangepast was het mogelijk om tijdens de verkiezingen op Godett te stemmen; hij ontving 427 stemmen. Eerst was door de Electorale Raad aangegeven dat de op Godett uitgebrachte stemmen aan de nummer een op de lijst, Rennox Calmes, zouden worden toegerekend. Later werd dat ingetrokken en maakte de Electorale Raad bekend dat de stemmen naar de partij zouden gaan en niet naar een specifiek persoon op de lijst. 

## Systematiek
De 21 zetels in de Staten werden gekozen door middel van het systeem van evenredige vertegenwoordiging. Om deel te mogen nemen aan de verkiezingen moest een kandidatenlijst worden ondersteund door 1% van het totaal aantal kiezers dat bij de vorige verkiezingen een geldige stem uitbracht, naar boven afgerond. Deze ondersteuningsstemmen konden worden uitgebracht op de tweede zaterdag en de tweede zondag volgende op de dag van de kandidaatstelling, tijdens de zogenaamde lijstondersteuning. Deze eis gold niet voor partijen die bij de laatstgehouden verkiezingen een of meer zetels behaald hadden; zij mochten automatisch aan deze verkiezingen meedoen.

## Lijstondersteuning
De eerste informatiebijeenkomst van de Electorale Raad vond op 29 december 2020 plaats; op 21 januari 2021 dienden 24 politieke partijen een kandidatenlijst in. Een partij haakte voortijdig af. Voor de kandidatenlijsten was lijstondersteuning verplicht, uitgezonderd de lijsten van politieke partijen die bij de laatstgehouden verkiezingen een of meer zetels behaalden. Deze uitzondering gold voor zeven van de aangemelde partijen. Voor lijstondersteuning waren 789 steunstemmen van kiesgerechtigden vereist; dit was gelijk aan 1% van de geldige stemmen in 2017. Een recordaantal van 16 partijen nam deel aan de voorverkiezing op 30 en 31 januari 2021, wat ook een recordaantal van 19.224 steunstemmen opleverde. Acht partijen kwamen door de voorverkiezing.

## Deelnemende partijen
Met het aantal deelnemers (15) werd een nieuw record bereikt. Hiervan deden vijf partijen voor het eerst mee aan verkiezingen.
|        | Partij                            | Lijsttrekker               | Voorverkiezing 30 & 31 januari | Verkiezingen 19 maart |
| ------ | --------------------------------- | -------------------------- | ------------------------------ | --------------------- |
| KdNT   | Kòrsou di Nos Tur                 | Miro Amparo dos Santos     |                                | Vinkje                |
| PIN    | Partido Inovashon Nashonal        | Suzy Camelia-Römer         |                                | Vinkje                |
| PAR    | Partido Alternativa Real          | Eugene Rhuggenaath         |                                | Vinkje                |
| MAN    | Partido MAN                       | Steven Martina             |                                | Vinkje                |
| MFK    | Movementu Futuro Kòrsou           | Gilmar Pisas               |                                | Vinkje                |
| PS     | Pueblo Soberano                   | Ben Whiteman               |                                | Vinkje                |
| MP     | Movementu Progresivo              | Marilyn Moses              |                                | Vinkje                |
| MAVIS  | Maneho Asertá, Visibel I Sigur    | Mavis Albertina            | Vinkje                         |                       |
| UKN    | Un Kòrsou Nobo                    | Peter Alberto              | Vinkje                         |                       |
| TPK    | Trabou pa Kòrsou                  | Rennox Calmes              | Vinkje                         | Vinkje                |
| UKPK   | Un Kambio pa Kòrsou               | Raichel Sintjacoba         | Vinkje                         | Vinkje                |
| PBK    | Partido Bienestar Kòrsou          | Julius Koko                | Vinkje                         |                       |
| KAS    | Klaridat Akshon Sosial            | Humphrey Davelaar          | Vinkje                         |                       |
| ATB    | Awor ta Basta                     | Marulla Chirino            | Vinkje                         |                       |
| KUMUN  | Kòrsou un Munisipio Hulandes Nobo | Luigi Angelo Faneyte       | Vinkje                         | Vinkje                |
| UP     | Union i Progreso                  | Elvis de Andrade           | Vinkje                         |                       |
| KEM    | Kòrsou Esun Miho                  | Michelangelo Martines      | Vinkje                         | Vinkje                |
| PAN    | Partido Aliansa Nobo              | Amado Rojer                | Vinkje                         |                       |
| PNP    | Partido Nashonal di Pueblo (PNP)  | Ruthmilda Larmonie-Cecilia | Vinkje                         | Vinkje                |
| MKP    | Movementu Kousa Promé             | René Rosalia               | Vinkje                         | Vinkje                |
| MPP    | Movementu un Pueblo pa Progreso   | Marco Tyrol                | Vinkje                         |                       |
| DP     | Partido Democraat                 | Elsa Rozendal              | Vinkje                         | Vinkje                |
| VISHON | Kòrsou Vishonario                 | Miles Mercera              | Vinkje                         | Vinkje                |

## Verkiezingsuitslag[9]
De definitieve uitslag werd niet direct na de verkiezingen vastgesteld door de Electorale Raad omdat er nog twee twistpunten waren. Ten eerste bestond er discussie over de vraag aan wie de stemmen op de overleden Almeir Godett moesten worden toegerekend. Ten tweede wilden enkele partijen opheldering over de verhalen dat sommige kiezers een zwart-wit stembiljet hadden gekregen, terwijl die normaliter in kleur is opgemaakt. Volgens de voorzitter van de Electorale Raad waren er geen zwart-witte stembiljetten aangetroffen bij het tellen van de stemmen. Als die wel zouden worden aangetroffen zouden ze niet ongeldig zijn verklaard. De definitieve uitslag werd uiteindelijk bekendgemaakt op 31 maart 2021.

### Opkomst
|                   | 2017    | 2017      | 2021    | 2021  |
| # stemmen         | %       | # stemmen | %       |       |
| ----------------- | ------- | --------- | ------- | ----- |
| Kiesgerechtigden  | 120.430 |           | 116.146 |       |
| Niet opgekomen    | 40.462  | 33,60     | 30.168  | 25,97 |
| Opkomst           | 79.968  | 66,40     | 85.978  | 74,03 |
| Blanco stemmen    | 115     | 0,14      | 1.132   | 1,32  |
| Ongeldige stemmen | 1.023   | 1,28      |         |       |
| Geldige stemmen   | 78.830  | 98,58     | 84.846  | 98,68 |

### Stemmen en zetelverdeling
| Partij | Partij                            | 2017      | 2017  | 2017   | 2021      | 2021  | 2021   | verschil | verschil |
| Partij | Partij                            | # stemmen | %     | zetels | # stemmen | %     | zetels | %        | zetels   |
| ------ | --------------------------------- | --------- | ----- | ------ | --------- | ----- | ------ | -------- | -------- |
|        | MFK                               | 15.706    | 19,92 | 5      | 23.554    | 27,76 | 9      | +7,84    | +4       |
|        | PAR                               | 18.368    | 23,30 | 6      | 11.781    | 13,89 | 4      | -9,41    | -2       |
|        | Partido Nashonal di Pueblo        | 3.099     | 3,93  | 0      | 10.573    | 12,46 | 4      | +8,53    | +4       |
|        | Partido MAN                       | 16.070    | 20,39 | 5      | 5.463     | 6,44  | 2      | -13,95   | -3       |
|        | Kòrsou Esun Miho                  | -         | -     | -      | 4.542     | 5,35  | 1      | +5,35    | +1       |
|        | Trabou pa Kòrsou                  | -         | -     | -      | 4.413     | 5,20  | 1      | +5,20    | +1       |
|        | Un Kambio pa Kòrsou               | -         | -     | -      | 3.962     | 4,67  | -      | +4,67    | -        |
|        | Partido Inovashon Nashonal        | 4.200     | 5,33  | 1      | 3.733     | 4,40  | -      | -0,93    | -1       |
|        | Kòrsou Vishonario                 | -         | -     | -      | 3.541     | 4,17  | -      | +4,17    | -        |
|        | Kòrsou di Nos Tur                 | 7.439     | 9,44  | 2      | 3.521     | 4,15  | -      | -5,29    | -2       |
|        | Kousa Promé                       | 1.975     | 2,51  | 0      | 2.454     | 2,89  | -      | +0,38    | -        |
|        | Partido Democraat                 | -         | -     | -      | 2.391     | 2,82  | -      | +2,82    | -        |
|        | Kòrsou un Munisipio Hulandes Nobo | -         | -     | -      | 2.241     | 2,64  | -      | +2,64    | -        |
|        | Movementu Progresivo              | 3.880     | 4,92  | 1      | 1.461     | 1,72  | -      | -3,20    | -1       |
|        | Pueblo Soberano                   | 4.028     | 5,11  | 1      | 1.216     | 1,43  | -      | -3,68    | -1       |
|        | overige partijen in 2017          | 4.065     | 5,16  | 0      | -         | -     | -      | -5,16    | 0        |
| Totaal | Totaal                            | 78.830    | 100   | 21     | 84.846    | 100   | 21     |          | 0        |

## Samenstelling van de Staten van Curaçao
Na de beëdiging van de leden van de Staten van Curaçao vond de eerste statenvergadering in de nieuwe samenstelling plaats om een nieuwe voorzitter en ondervoorzitter te kiezen. Statenlid zijn:
| Naam                       | Partij | Lidmaatschap | Lidmaatschap | Opmerkingen                                               |
| Naam                       | Partij | Aanvang      | Einde        | Opmerkingen                                               |
| -------------------------- | ------ | ------------ | ------------ | --------------------------------------------------------- |
| Charetti America-Francisca | MFK    | 11 mei 2021  |              | tevens statenvoorzitter                                   |
| Eduard Braam               | MFK    | 11 mei 2021  |              |                                                           |
| Fergino H.G. Brownbill     | MFK    | 11 mei 2021  |              |                                                           |
| Juniel Carolina            | MFK    | 11 mei 2021  |              |                                                           |
| Charles Cooper             | MFK    | 11 mei 2021  | 14 juni 2021 | werd minister in kabinet-Pisas II                         |
| Gilbert Doran              | MFK    | 11 mei 2021  |              | vicefractievoorzitter                                     |
| Maria Nita                 | MFK    | 11 mei 2021  |              |                                                           |
| Gilmar Pisas               | MFK    | 11 mei 2021  | 14 juni 2021 | werd minister in kabinet-Pisas II                         |
| Javier Silvania            | MFK    | 11 mei 2021  | 14 juni 2021 | werd minister in kabinet-Pisas II                         |
| David Seferina             | MFK    | 14 juni 2021 |              |                                                           |
| Amerigo Thodé              | MFK    | 14 juni 2021 |              | fractievoorzitter                                         |
| Ramón Yung                 | MFK    | 14 juni 2021 |              |                                                           |
| Ruthmilda Larmonie-Cecilia | PNP    | 11 mei 2021  | 14 juni 2021 | tevens ondervoorzitter; werd minister in kabinet-Pisas II |
| Ornelio (Kid) Martina      | PNP    | 11 mei 2021  | 14 juni 2021 | werd minister in kabinet-Pisas II                         |
| Gwendell Mercelina, Jr.    | PNP    | 11 mei 2021  |              | vicefractievoorzitter                                     |
| Sheldry Osepa              | PNP    | 11 mei 2021  |              | fractievoorzitter                                         |
| Elvin Gerard               | PNP    | 14 juni 2021 |              |                                                           |
| Corrine Djaoen-Genaro      | PNP    | 14 juni 2021 |              | tevens ondervoorzitter                                    |
| Steven Croes               | PAR    | 18 mei 2021  |              |                                                           |
| Quincy Girigorie           | PAR    | 11 mei 2021  |              | fractievoorzitter                                         |
| Ana-Maria Pauletta         | PAR    | 11 mei 2021  |              |                                                           |
| Zita Jesus-Leito           | PAR    | 11 mei 2021  |              |                                                           |
| Steven Martina             | MAN    | 11 mei 2021  |              | fractievoorzitter                                         |
| Giselle Mc William         | MAN    | 11 mei 2021  |              |                                                           |
| Michelangelo Martines      | KEM    | 11 mei 2021  |              |                                                           |
| Rennox Calmes              | TPK    | 11 mei 2021  |              |                                                           |